# Al-Hakimijja
Al-Hakimijja (arab. ‏الحكمية‎) – wieś w Syrii, w muhafazie Al-Hasaka. W 2004 roku liczyła 95 mieszkańców.